# رنح انتيابي
يُعد الرنح الانتيابي (اختصارًا EA) اضطرابًا صبغيًا جسديًا سائدًا يتميز بنوبات متفرقة من الرنح (عدم تناسق شديد) مع تقلص عضلي موجي (حركة عضلية مستمرة) أو دونه. توجد سبعة أنواع معترف بها، لكن غالبيتها تُنسب إلى كيانين مرضيين معترف بهما. قد ينتج الرنح عن الكرب أو الجفلة أو الإجهاد الشديد مثل التمرين. قد تظهر الأعراض باكرًا في مرحلة الطفولة. يوجد ما لا يقل عن ستة مواضع للرنح الانتيابي، منها 4 جينات معروفة. يعاني بعض مرضى الرنح الانتيابي أيضًا الشقيقة أو الاضطرابات المخيخية التنكسية المترقية، وهي أعراض إما للشقيقة الفالجية العائلية أو للرنح النخاعي المخيخي. يستجيب بعض المرضى للأسيتازولاميد بينما لا يستجيب آخرون له.

## العلامات والأعراض
عادةً ما يظهر الرنح الانتيابي على شكل نوبات من الرنح الناجم عن الجفل أو الكرب أو الإجهاد. يعاني بعض المرضى أيضًا رعشات مستمرة في مجموعات حركية مختلفة، تُعرف باسم التقلصات العضلية الموجية. يعاني مرضى آخرون الرأرأة أو الدوار أو الطنين أو الشفع أو النوبات.

## السبب
تحدث أعراض الرنح الانتيابي المختلفة بسبب خلل في مناطق مختلفة. يرجع الرنح، وهو أكثر الأعراض شيوعًا، إلى خلل في تحفيز خلايا بركنجي في المخيخ، إما بسبب خلل مباشر في هذه الخلايا، كما هو الحال في النوع الثاني من الرنح الانتيابي (إي إيه 2)، أو بسبب التنظيم غير السليم لهذه الخلايا، كما هو الحال في النوع الأول. يُحتمل حدوث النوبات بسبب تحفيز معدَّل للعصبونات الحُصينية (أصيبت فئران التجارب KCNA1 بنوبات لهذا السبب).

## الفيزيولوجيا المرضية

### إي إيه 1: KCNA1
يتميز النوع الأول من الرنح الانتيابي (EA1) بهجمات رنح معمم ناجم عن الاضطراب العاطفي أو الإجهاد، مع تقلصات عضلية موجية في أثناء النوبات وبينها. يُعرف هذا الاضطراب أيضًا باسم الرنح الانتيابي مع التقلص العضلي الموجي (إي إيه إم)، أو الرنح الانتيابي الوراثي مع التقلص العضلي الموجي، أو متلازمة إسحاق-ميرتنز. يظهر النمط الأول في الطفولة المبكرة حتى المراهقة ويستمر طوال حياة المريض، علمًا أن الهجمات تستمر من ثوانٍ إلى دقائق. تعد طفرات الجين KCNA1، الذي يشفر قناة البوتاسيوم ذات الجهد الكهربائي KV1.1، مسؤولة عن هذا النوع الفرعي من الرنح الانتيابي. يتم التعبير عن KV1.1 بصورة كبيرة في الخلايا الشبيهة يالسلة والعصبونات المتوسطة التي تشكل المشابك التي تستخدم الغابا على خلايا بركنجي. تساعد القنوات في مرحلة عودة الاستقطاب من جهد الفعل، وبالتالي تؤثر في المدخلات المثبطة في خلايا بركنجي، أي كل المخرجات الحركية من المخيخ. يجسد النمط الأول من الرنح الانتيابي مثالًا على إمراضية المشابك. يوجد حاليًا 17 طفرة KV1.1 مرتبطة بالنمط الأول، موجودة في الجدول 1 والشكل 1. تمكنت فحوصات الفيزيولوجيا الكهربية القائمة على زرع الخلايا من تمييز 15 طفرة من هذه الطفرات جزئيًا على أقل تقدير، إذ أظهرت 14 طفرة من هذه الطفرات الخمسة عشر تغييرات جذرية في وظيفة القناة. كما هو موضح في الجدول 1، تؤدي معظم الطفرات المعروفة المرتبطة بإي إيه 1 إلى انخفاض حاد في كمية التيار عبر قنوات KV1.1. إضافة إلى ذلك، تتنشط هذه القنوات بجهود أكثر إيجابية ومعدلات أبطأ، ويتضح ذلك في التحولات الإيجابية في قيم (  V½) وبطء ثوابت وقت التنشيط ( τ )، على التوالي. علاوةً على ذلك، تنتج بعض هذه الطفرات قنوات تتعطل بمعدلات أسرع (تعطيل τ)، ما يؤدي أيضًا إلى انخفاض شدة التيار عبر هذه القنوات. في حين أن هذه التغيرات الفيزيائية الحيوية في خصائص القناة قد تقف جزئيًا خلف الانخفاض الحاصل في التيار والملاحظ في التجارب، يبدو بالمقابل أن العديد من الطفرات تؤدي إلى خلل في طيّ القنوات أو تصريفها بطريقة أخرى، ما قد يشكل السبب الرئيسي للخلل الوظيفي والإمراضية. من المفترض أن الانخفاض في التيار الوسيط KV1.1 يؤدي إلى جهود فعل متطاولة في العصبونات المتوسطة والخلايا الشبيهة بالسلة، رغم عدم إثبات ذلك حتى الآن. نظرًا إلى أهمية هذه القنوات في تنظيم نشاط خلية بركنجي، فمن المحتمل أن تعني هذه النتائج زيادةً وشذوذًا في المدخلات المثبطة في خلايا بركنجي، وبالتالي تعطل تحفيز خلية بركنجي والنتاج المخيخي.